# Christoffer Fagerberg
Christoffer Fagerberg,  född 26 juli 1987, är en svensk politiker, och tjänsteman (folkpartist). Han var förbundssekreterare i Liberala Ungdomsförbundet mellan november 2010 och augusti 2012 och har även suttit som ledamot i förbundsstyrelsen och dess verkställande utskott. Han hade EU- och bostadspolitik som politiskt ansvarsområde i LUF. 